# Balléville
Balléville – miejscowość i gmina we Francji, w regionie Grand Est, w departamencie Wogezy.
Według danych na rok 1990 gminę zamieszkiwały 94 osoby, a gęstość zaludnienia wynosiła 15 osób/km² (wśród 2335 gmin Lotaryngii Balléville plasuje się na 951. miejscu pod względem liczby ludności, natomiast pod względem powierzchni na miejscu 898.).